# Flygsandsvägstekel
Flygsandsvägstekel (Arachnospila wesmaeli) är en stekelart som först beskrevs av Thomson 1870.  Flygsandsvägstekel ingår i släktet Arachnospila, och familjen vägsteklar. Enligt den finländska rödlistan är arten starkt hotad i Finland. Enligt den svenska rödlistan är arten nära hotad i Sverige. Arten förekommer i Götaland, Gotland, Öland och Svealand. Artens livsmiljö är åsmoskogar.